# Комплекс средств преодоления противоракетной обороны
Комплекс средств преодоления противоракетной обороны (КСП ПРО) — комплекс (совокупность) технических мер, устройств и тактических приёмов направленных на повышение вероятности преодоления ракетами и боевыми блоками противоракетной обороны противника.
Чтобы затруднить распознавание и перехват баллистических ракет или их боевых блоков системе ПРО противника, используются:
На активном участке траектории:
- дымовая завеса
- выброс отражателей, ложных целей
- маневрирование
- вращение корпуса ракеты в продольной оси
- элементы защиты от ПФЯВ и ОНФП

На пассивном участке траектории:
- ложные цели
- ложные цели-ловушки
- отстрел тепловых мишеней[1]
- внеатмосферные и атмосферные станции активных радиопомех
- дипольные, уголковые, сетчатые отражатели
- радиопоглощающие покрытия
- кассетные боевые части с готовыми поражающими элементами в виде стержней или суббоеприпасами[2][3][4]
- защитные экраны[5]
- плазменные экраны для снижения заметности в радиолокационном диапазоне[6]
- охлаждающие экраны[7]
- космозоли
- повышение стойкости головной части или её элементов к воздействию поражающих факторов ядерного взрыва и оружия на новых физических принципах
- применение управляемых боевых блоков баллистического, аэробаллистического, планирующего типов
- применение разделяющихся головных частей с блоками индивидуального наведения
- запуск боевых блоков по траекториям, затрудняющим их обнаружение
- предварительные ядерные взрывы, затрудняющие работу РЛС ПРО[8]

## Состав

### Активные средства противодействия ПРО
Средства, осуществляющие подавление или уничтожение средств ПРО противника, а также создание помех информационным средствам ПРО противника путём излучения сигналов в их рабочем диапазоне. Совокупность активных средств образует комплекс активной защиты, к которому относятся средства для подавления радиолокаторов системы ПРО; устройства для создания активных помех РЛС (станции активных помех); кассетные боевые части для уничтожения противоракет; защитные (с готовыми поражающими элементами в виде металлических шаров, закреплённых на стержнях) и плазменные экраны.

### Пассивные средства противодействия ПРО
Средства, которые предназначены для создания преднамеренных помех информационным средствам ПРО противника путём изменения и имитации баллистических и сигнальных характеристик и маскировки составных частей головной части.

#### Средства изменения сигнальных характеристик боевого блока
Средства, предназначенные для изменения радиолокационных, оптических и инфракрасных (тепловых) характеристик ББ, используемые для уменьшения вероятности его распознавания. Основными средствами изменения сигнальных характеристик являются:
- маскирующие покрытия,
- плазменные средства изменения радиолокационных характеристик боевых блоков — средства, изменяющие радиолокационные характеристики ББ путём создания искусственных плазменных образований для выравнивания интенсивности плазмообразования боевых блоков и интенсивности плазмообразования плазменной тяжёлой ложной цели при движении в плотных слоях атмосферы.
- радиолокационные отражатели.

#### Средства имитации характеристик боевого блока
Пассивные средства противодействия, предназначенные для имитации баллистических (параметры движения) и сигнальных характеристик ББ, применяемых для того, чтобы затруднить противнику целераспределение огневых средств ПРО. Основным средством имитации характеристик ББ являются ложные цели.

#### Средства маскировки боевого порядка боевых блоков

Влияние дипольных отражателей рассеянных во время военных тренировок в Северном море на погодную РЛС Королевского Нидерландского Метеорологического Института

Пассивные средства противодействия, предназначенные для исключения или существенного осложнения возможности раздельного наблюдения объектов боевого порядка, определения их местоположения и количества радиолокационными средствами системы ПРО. Основным средством маскировки боевого порядка является дипольный отражатель электромагнитных волн либо космозоли.

## Комплексы средств преодоления
- Программа Chevaline -  Великобритания
- Программа PX-1 -  США